# Planalto Alegre
Planalto Alegre é um município brasileiro do Estado de Santa Catarina.  Localiza-se a uma latitude 27º04'13" sul e a uma longitude 52º51'56" oeste, estando a uma altitude de 495 metros. Sua população estimada em 2004 era de 2 394 habitantes.
Possui uma área de 61,141 km².